# Ford Sierra

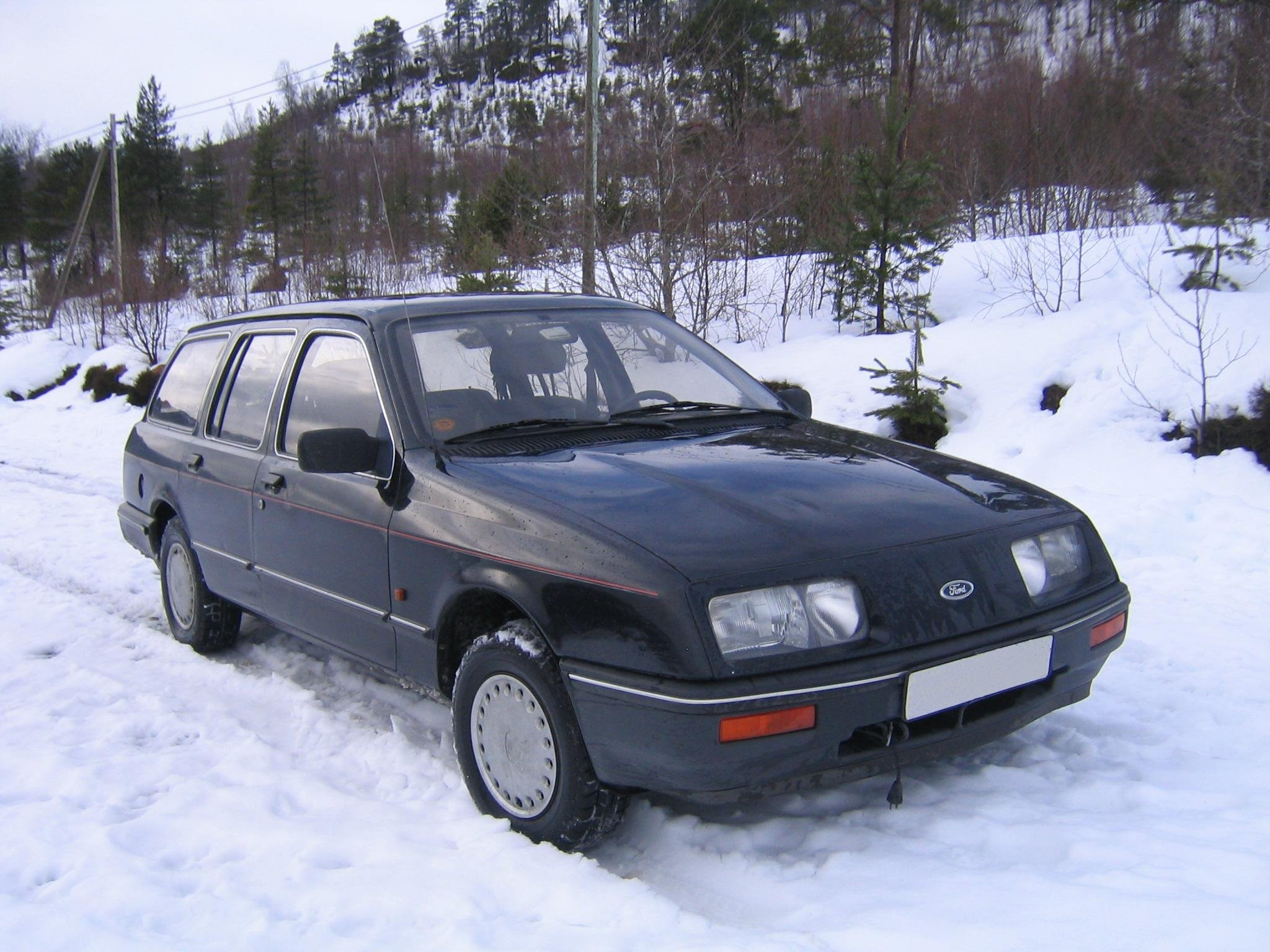
Ford Sierra

A Ford Sierra a Ford-Werke AG., Köln (a német Ford autógyár) egyik modelljének a neve, amelyet 1982 és 1993 között gyártottak. Tervezői Uwe Bahnsen, Robert Lutz és Patrick le Quément.
Összesen 2,700,500 Sierra készült, többsége Németországban, Belgiumban, és az Egyesült Királyságban. Ezenkívül Sierrákat gyártottak Argentínában, Venezuelában, Dél-Afrikában és Új-Zélandon is. Az Amerikai Egyesült Államokban Merkur Xr4Ti néven forgalmazták.

## A név
A Sierra védjegy gépkocsik tekintetében a Ford-Werke javára 1955 óta áll oltalom alatt számos országban, így Magyarországon is.

## Jellemzői
A Sierra külseje az 1980-as Probe III koncepcióautón alapszik. Tervezői között találhatjuk Uwe Bahnsen-t, valamint Peter Horbury-t, aki a 90-es évek végének Volvóiért volt felelős, jelenleg pedig Premiere Automotive Group (Ford csoport) vezető designere.
A Sierra formája újszerű volt abban az időben, és alapvetően befolyásolta a rákövetkező évek autóinak formáját. Az autó szerkezeti felépítése is átalakult az elődhöz képest: új első futóművet és független hátsó felfüggesztést kapott. A motorokat változatlanul örökölte meg a Taunus/Cortina sorozatból.
Az első Sierra 1982 júliusában jelent meg az utakon ötajtós ferde-hátú, valamint kombi (Turnier) karosszériával, négy választható motorral: 1.3, 1.6 és 2.0L OHC ("Pinto"), 2.3L V6 OHV illetve Németországban rövid ideig kapható volt 2.0 literes hathengeres OHV motorral is.
1982 októberében a Peugeot származású 2.3 literes OHV diesel motorral egészítették ki a választékot.
A következő felszereltségi szintek közül lehetett választani: GR (grundmodell-alapváltozat), L, GL és a Ghia, amely többek között tartalmazott ködlámpákat, motoros ablakemelőket, motoros fűthető külső tükröket, napfénytetőt, check control-t, fedélzeti komputert.
Az XR4i sportmodell 1983 tavaszán került a modellválasztékba 3 ajtós karosszériával és a Capriból átvett 2.8-as injektoros OHV "Cologne" motorral.
A Ford 1985 januárjában kiegészítette a világautó programját az első turbófeltöltésű Sierrával, a Merkur XR4Ti típussal, amely gyakorlatilag egy XR4i volt 2.3 literes soros 4-es OHC (Lima) motorral és az USA-ban árusították. (A Sierra név a GMC tulajdonában volt.) Szokatlan volt, hogy a Ford az amerikai piacot egy viszonylag kis köbcentis feltöltött négyhengeressel célozta meg, miközben a nagyobb V6-os motor csak az európai vásárlók számára volt elérhető. A Merkur volt továbbá az első Sierra légkondicionálóval.
Később ugyanebben az évben az XR4i gyártását leállították, hogy átadhassa a helyét a Genovai motor show-n debütált 4x4-es változatnak, melyet a Ford első ízben ABS rendszerrel is szerelt. Ezeket 1986 júniusában kezdték forgalmazni XR4x4 néven.
Egy hónappal később megérkezett a legerősebb Sierra: a 3 ajtós Cosworth (becenevén Cossie) a kétliteres Pinto 16 szelepes turbófeltöltéses változatával szerelve, ez volt az első utcai autó amely átlépte a 100 lóerő/literes határt. De annak ellenére, hogy a Ford épp hogy kihozta az első négykerékhajtású modelljét, a Cossworth csak kétkerékhajtással volt kapható.
Egy valódi versenyautó volt, a Ford új reménysége a rally világbajnokságban a B csoport eltörlése után. Ennek ellenére a versenypályán volt sikeresebb, Klaus Ludwig világbajnok lett a túraautó sorozatban az RS500-as változat volánja mögött. Az homologizációhoz szükséges 500 darab utcai változatot a Tickford építette, így az RS500-as volt legdrágább Sierra.

## Mk2
1987-ben a Sierra modellfrissítésen esett át, megjelent a konzervatívabb vonalvezetésű 4 ajtós változat valamint CL lett az alapfelszereltség. A Cosworth szintén ezzel a karosszériával volt elérhető, de még mindig csak hátsókerékhajtással.
Kisebb változások 1989-re: oldalvillogók az első sárvédőkben, a CL csak 3 ajtós karosszériával elérhető melyet innentől "Coupé"-nak neveznek, a négy-és ötajtós változatok alapfelszereltsége pedig LX lett. Az XR4x4 megkapta az új 2.9-es Cologne motort lánchajtású vezérművel és L-jetronic befecskendezéssel, valamint az új fejlesztésű MT75 típusú 5 sebességes váltót.
Teljesen új motorok jelentek meg később ebben az évben a korosodó Pintók leváltására: az 1.8 CVH márciusban és a 2.0 DOHC májusban, ez utóbbit szintén az MT75-össel szerelték.
Sok minden változott a '90-es modellévre, a Merkur XR4Ti-t törölték a programból, valamint minden benzines motor katalizátort kapott. A Sierra egy újabb modellfrissítésen esett keresztül, a Cosworth-hoz hasonló hűtőmaszkot és enyhén módosított belső teret kapott. A Sapphire Cosworth végül megkapta a négykerékhajtást, mivel a kétkerekes már nem érhetett a Lanciák nyomába a rally VB-n. Az alapfelszereltség a CL lett, melyet a CLX után a GL és a Ghia követett. Az XR4i ismét megjelent a modelpalettán a 2.0iS utódjaként 5 ajtós karosszériával és DOHC motorral. Az XR4x4-et törölték a programból. A motorpaletta teljesen átalakult: a 2.3 dieselt felváltotta az új 1.8-as turbodiesel, az 1.6-os OHC helyére az 1.6-os CVH lépett. Az 1.8-as CVH-t törölték a programból, a 2.0 OHC-t pedig visszavették.
Bár a katalógusok nem említik, létezik 90 utáni Sierra 1.6-os, valamint 115 lóerős kétliteres pinto motorral is. Az eladások csökkentek ahogy a Sierra elérte a tizedik születésnapját, az utolsó teljes évére átrajzolt műszerfalat és lökhárítókat kapott.
A gyártás végül 1993 februárjában ért véget, a Sierra helyét a középkategóriában a fronthajtású Ford Mondeo vette át.